# Nicola Samorì
Nicola Samorì (Forlì, 13 maggio 1977) è un artista italiano.

## Biografia
Nicola Samorì è nato nel 1977 a Forlì e si è diplomato all'Accademia di Belle Arti di Bologna. 
Le sue opere, pitture, sculture e incisioni, hanno ricevuto riconoscimenti come il premio Morandi (2002) e Michetti (2006), sono state esposte alla Biennale di Venezia nel 2011 e nel 2015.
Nel 2010, in occasione del centenario della nascita di Madre Teresa di Calcutta, è stato scelto dalla Fondazione Marilena Ferrari FMR-ART'È per creare le opere del volume Imago Christi, tirato in 750 esemplari, incentrate sul Discorso della Montagna tratto dal Vangelo secondo Matteo, ed una copia è stata donata a Papa Benedetto XVI.
Alcune opere dell'artista sono incluse nella Taylor Art Collection di Denver, Colorado.

## Stile e contenuti

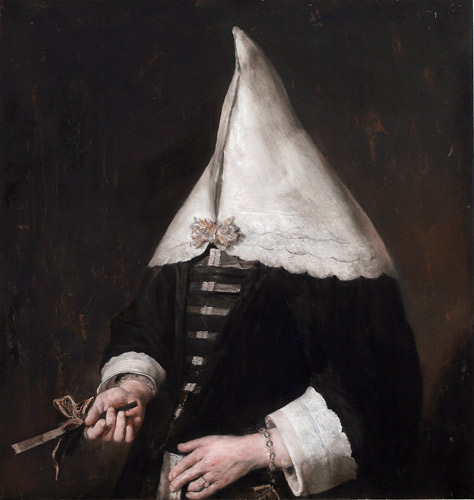
Nicola Samorì JV, 2009, olio su tavola, 55 x 52 cm

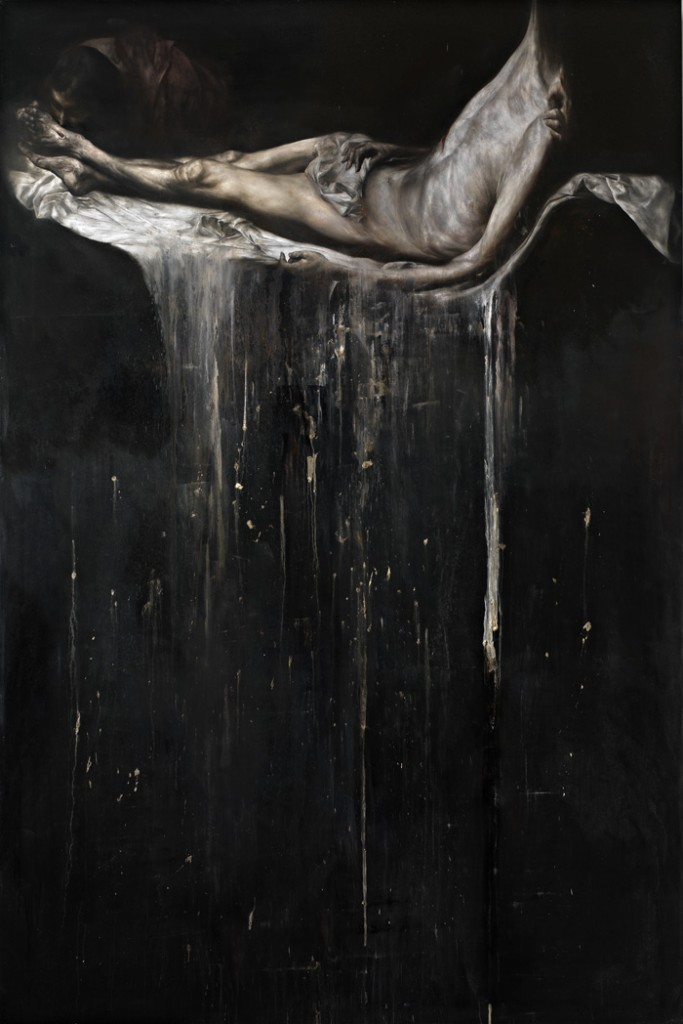
Nicola Samorì Rapture, 2009, olio su tela, 300 x 200 cm

Partendo dalla copia di opere in particolar modo del Cinquecento e del Seicento, in cui domina lo scontro tra luce e ombra, Samorì le trasforma e reinterpreta dando vita a nuove opere.
Dalla pittura su tavola o tela, all’affresco, l’artista romagnolo dipinge anche su superfici come rame e pietre dure..
(Nicola Samorì)

## Selezione di esposizioni
2023
- Pittura italiana oggi, collettiva a cura di Damiano Gullì[13], Palazzo dell'Arte, Milano

2020
- Black Square, personale a cura di Demetrio Paparoni[14], Fondazione Made in Cloister, Napoli

2019
- Cannibal Trail,[15] personale, YU-HSIU MUSEUM of ART, Caotun
- Ascoltare Bellezza,[16] personale, Biblioteca Classense, Ravenna
- L'ultima cena dopo Leonardo,[17] Fondazione Stelline, Milano
- Metafysica,[18] Haugar Vestfold Kunstmuseum, Tønsberg
- Preparing for Darkness – Vol. 3: I’m Not There, Kühlhaus Berlino

2018
- Iscariotes, Matteo Fato/Nicola Samorì, Casa Testori, Milano
- Malafonte,[19] personale, Galerie EIGEN+ART, Berlino
- De Prospectiva Pingendi. Nuovi scenari della pittura italiana, Sala delle Pietre and Palazzo del Vignola, Todi
- Bild Macht Religion: Kunst zwischen Verehrung, Verbot und Vernichtung,[20] Kunstmuseum, Bochum
- Monster und Geister. Vom Mittelalter bis heute, Museum Überlingen, Überlingen

2017
- La candela per far luce deve consumarsi,[21] personale, Centro Arti Visive Pescheria, Pesaro
- MadreMacchia, personale, Neue Galerie, Gladbeck
- FOREVER NEVER COMES. Metabolismo del tempo, Museo Archeologico e d’Arte della Maremma, Grosseto
- ICONOCLASH. Il conflitto delle immagini, Museo di Castelvecchio, Verona
- La Gorgiera del Tempo,[22] Museo d’Arte Contemporanea, Lissone

2016
- Double Page (of Frogs and Flowers), personale, Galerie EIGEN+ART, Lipsia
- Nicola Samorì, Più arte per tutti, personale, CIAC Centro Italiano Arte Contemporanea, Foligno
- 16a Quadriennale d’Arte Altri tempi, altri miti, Palazzo delle Esposizioni, Roma
- Biennale Disegno Rimini, Museo della Città, Rimini

2015
- RELIGO, TRAFO, personale, Centre for Contemporary Art, Stettino
- Gare du Sud, personale, Anatomical Theatre, Bologna
- La disciplina della carne - Mattia Moreni/Nicola Samorì, FAR Fabbrica Arte Rimini, Rimini; Museo Civico Luigi Varoli,[23] Cotignola
- 56ª Esposizione Internazionale d’Arte della Biennale di Venezia ALL THE WORLD’S FUTURES – Padiglione Italia Codice Italia, Tese delle Vergini, Arsenale, Venezia
- La Sindone e l’impronta dell’arte, Museo Civico, Sansepolcro

2014
- L’Âge Mûr,[24] personale, Rosenfeld Porcini Gallery, Londra
- Begotten, not made, personale, Ana Cristea Gallery, New York
- INTUS (cristalli di crisi), personale, Museo d'Arte Contemporanea, Lissone
- La pittura è cosa mortale, personale, interrati palladiani, Palazzo Chiericati, Vicenza
- VI° ART PRIZE VAF FOUNDATION. Current positions of Italian Art, Stadtgalerie, Kiel; Schauwerk, Sindelfingen; Palazzo della Penna, Perugia

2013
- Guarigione dell’Ossesso,[25]personale, Galerie Christian Ehrentraut, Berlino, Galerie Christian Ehrentraut, Berlino
- Vom Abtun der Bilder, personale, Hospitalhof Stuttgart, Stoccarda
- Die Verwindung, personale, Galleria Emilio Mazzoli, Modena
- The Disappearing Act, personale, LARMgalleri, Copenaghen
- XXH – Man in the contemporary art collection of the Fondation Francès, Museum Dr. Guislain, Gand
- Still,[26]RLB Kunstbrücke, Innsbruck

2012
- Fegefeuer, personale, Kunsthalle Tübingen
- The Venerable Abject, personale, Ana Cristea Gallery, New York
- Fliegen/Flying, Künstlerhaus Bethanien, Berlino
- The continuation of romance, Rosenfeld Porcini Gallery, Londra

2011
- Imaginifragus, personale, Galerie Christian Ehrentraut, Berlino
- Scoriada, personale, Studio d’Arte Raffaelli, Trento
- 54ª Esposizione Internazionale d’Arte della Biennale di Venezia ILLUMInations – Padiglione Italia L’Arte non è Cosa Nostra, Tese delle Vergini, Arsenale, Venezia
- Alla luce della croce, Modern Art Gallery “Raccolta Lercaro”, Bologna
- Baroque, LARM galerie, Copenaghen

2010
- La dialettica del mostro, personale, MarcoRossi artecontemporanea Gallery, Milano
- Blickkontakte, Anhaltische Gemaeldegalerie, Dessau
- Attraverso le tenebre / Goya, Battaglia, Samorì, Modern Art Gallery “Raccolta Lercaro”, Bologna
- Festival dei Due Mondi, Palazzo Pianciani, Spoleto

2009
- Being, personale, Magazzini del Sale, Cervia
- Presente, Monastero di san Francesco, Bagnacavallo
- Guardare con lo sguardo della mente, Contemporary Art Gallery “Vero Stoppioni”, Santa Sofia
- Tadzio, Bianconi Gallery, Milano

2008
- Pandemie, personale, Allegretti artecontemporanea Gallery, Torino
- Not so private. With my tongue in my cheek, personale, Villa delle Rose, Bologna

2007
- Sine die, Museum of Contemporary Art, Gibellina
- Italian Art 1968-2007. Painting, Palazzo Reale, Milano

2006
- Lapsus, personale, Fortress of Strino, Vermiglio, Trento

2005
- Seven… everything goes to hell, Palazzo Pretorio, Certaldo
- TAC. Un paesaggio chiamato uomo, personale, L’Ariete artecontemporanea Gallery, Bologna

2004
- Classicism Betrayed, personale, Erdmann Contemporary Gallery, Città del Capo
- La conquête de l’ubiquité, personale, Former Church in Albis, Russi

2003
- Dei Miti Memorie, personale, Central TAFE Art Gallery, Perth

2002
- Enigma man. The fire of rebirth, personale, Modern Art Museum Ca’ la Ghironda, Ponte Ronca di Zola Predosa
- Nicola Samorì, personale, Santa Maria delle Croci, Ravenna

## Cataloghi
- L'ultima cena dopo Leonardo, Skira, testi di Demetrio Paparoni, 2019
- L' arte che protegge. Pittura contemporanea e sacro, Silvana, a cura di Camillo Langone, 2019
- Iscariotes, Casa Testori, a cura di Alberto Zanchetta, 2018
- Nicola Samorì, Marco Stefanucci. Nella pelle della pittura, Gangemi, testi di Lorenzo Canova, 2017
- Le nuove frontiere della pittura, Skira, testi di Demetrio Paparoni, 2017
- Nicola Samorì, die Verwindung, Galleria Mazzoli, 2013
- Nicola Samori: Fegefeuer Purgatory, Strzelecki Books, testi di Davide Pairone, Alberto Zanchetta, Alba Palmiero, Daniel J. Schreiber, a cura di Daniel J. Schreiber, 2012
- Nicola Samorì. Being, Cambi, a cura di F. Gualdoni, G. M. Montesano, A. Redaelli, 2009
- Nicola Samori - La mutabilità del passato e' il dogma centrale, Galleria napolinobilissima, AA.VV., 2009
- Nicola Samorì: lo spopolatore, MAG, Museo Alto Garda, testi di Giovanna Nicoletti, 2009
- Nicola Samorì, Vanillaedizioni, a cura di V. Dehò e M. Galbiati, 2007